# CRレレレにおまかせ!
CRレレレにおまかせ!は、大一商会が販売したパチンコ機で羽根モノに該当する。
液晶を搭載した羽根モノで、同社の『CR天才バカボン』のスピンオフ機種。タイトルが"レレレにおまかせ"となっているが、液晶上に主に登場するのはおまわりさん（声を担当する千葉繁はレレレのおじさんも兼任している）である。本機、そして『マジカルカーペットDX』などにより羽根モノ人気が復活し、羽根モノの発展に大きく貢献した台とも言える。
なお本項目では、一連の後継機についてもここで取り扱う。

## キャスト
- レレレのおじさん、本官さん-千葉繁
- バカボンのママ-増山江威子
- ハジメちゃん-貴家堂子[1]

## CRレレレにおまかせ!

### スペック
CRレレレにおまかせ!（CR機）
レレレにおまかせ!EX（現金機）
賞球：5＆10
大当たりラウンド数：2・7・15ラウンド（各ラウンド、最高18回開閉または10回入賞）

### 概要
通常時は、交番前（朝）・交番の中の居間（昼）・交番の中の仕事場（夕）と3種類存在する。これらの背景は、常時筐体左側のボタンを連打することで変更可能である。1チャッカー（左右下部に1個ずつ）もしくは2チャッカー（中央、役物下部に1個）に入賞すると役物が開放し、液晶では様々な演出が起こる。役物に入賞しない場合はおまわりさんが不思議がったり、タライが落ちたり、こけたりする。役モノに入賞すると通常ルートとスペシャルルートに振り分けられる。通常ルートに入った場合は液晶上に銀色または赤色の球が落ちてくる。公式では赤のほうがV入賞期待度は高い、はずなのだが、ほとんどの場合はあてにならない。また、スペシャルルートの場合、燃えさかる炎の前におまわりさんの顔のドアップが表示される。通常ルートはレレレのおじさんの役物により玉が回転体に運ばれた場合は1/8の確率で、スペシャルルートでは1/4でV入賞する。
大当たり時のラウンド数は、2（1Rまで貯留）・7（6Rまで貯留）・15で振り分け率は1:1:1。大当りラウンドの振り分けはチャッカー入賞時に行われ、15Rがその時点で選ばれた場合は熱い演出が起こりやすくなっている（例：チャッカー連続入賞時の画面の揺れ、役物入賞時のミニキャラ、チャッカー入賞時の背景や音など）。液晶上で2Rが選択された場合、1R時に高頻度で「昇格チャンス」に突入する。昇格の可能性は、おまわりさん（射的）・レレレのおじさん（カーリング）・バカボンのママ（布団叩き）の順に高くなる。
7R時は2Rより連続演出が始まり、6Rで「昇格チャンス」に突入する。こちらは、下水道・交番前・河原・煙突の順に15R昇格の可能性が高くなる。6R時に昇格チャンスに突入しない場合はバカボンの家プレミアム演出により15R昇格が確定する。液晶演出上で2R・7Rが選ばれた場合でも、1Rまたは6R終了時におまわりさんの「まだまだぁー!!」の声で復活演出が起こる場合もある。
もし2R、7Rが確定した場合、2Rまたは7Rよりチャレンジゲームに突入する。チャレンジゲームは7カウント目に入った球がスペシャルルートを通り、Vゾーンに入賞すると1R継続される。終了条件は、15R完走、またはラウンド中にV入賞ができなかった場合によるパンクである。

## CR新レレレにおまかせ!

### スペック
CR新レレレにおまかせ!（CR機）
新レレレにおまかせ!（現金機）
賞球：5＆10
直撃大当たり確率：1/398.5
大当たりラウンド数／
羽根大当たり時：3・4・5・6・7・8・16ラウンド（各ラウンド、最高18回開閉または10回入賞）
ラウンド振り分け率：　3R：4～8R：16R＝27：各6：32
直撃大当たり時：15ラウンド（各ラウンド、15秒開放または10回入賞）

### 概要
2004年の新規則に準拠した、直撃大当たり搭載の羽根モノタイプの機種である。但し、本機には「CR羽根ぱちんこウルトラセブン」（京楽）などに搭載されている「時短機能」（最大100回までの電チューサポート）は搭載されていない。
前作では筐体左側のボタンを連打することで通常時の背景の変更が可能であったが、本作は変更できない。なお、16R大当たり中の第3R～第8Rの間にこのボタンを連打すると、役物最上部の白いウナギイヌが爆発音と共に起き上がることがある。
役物の構成は基本的に前作と変わらず、役物内部のルーレットにある8つの穴のうち、「V」と書かれた赤い穴に玉が入れば大当たり確定となる。唯一の変更点は、玉が（V入賞確率1/4となる）スペシャルルートを通過後、ルーレットに落下する際に台後方へ流れないよう柵が加えられた程度。
本機では、中央の羽根開放チャッカーが1回開閉になった代わりに、最大4回までの保留機能が加わった。また、チャッカー入賞から羽根開閉までの時間が、前作は一定だったが今回はその最大時間差が長く、またタイミングがランダムになった（貯留玉の場合、一定の法則性はある）ため、前作では有効だったストップボタンを使った止め打ちによる狙い打ちは不可能に近い。また、前作に比べ回転体の速度が速いという特徴がある。前作は羽根開放時に回転体の速度が落ちていたが、本作では高速のまま、故にタイミングがバッチリでVに向かった球が回転体の勢いにはじかれて入賞ならず、という場面が多い。
チャッカーに玉が入ったときに羽根が開かなければ、デジタル抽選に入る。そこで大当たりとなった場合は15R確定の「レレレBONUS」となり、各ラウンド中は羽根が開放されたままになる（各Rの開放は最大15秒間。但し10個入賞した時点で開放終了）。
本機の特徴として、Vゾーン入賞による大当たりが確定しても、確定Rの表示がなされない点がある。通常の大当たり中は、本官さんが泥棒（3人いるが、そのいずれか1人が出てくる）を捕まえる演出が繰り広げられ、見事泥棒を捕まえる事ができれば16Rが確定（何Rで捕まえるか決まっているわけではないが、8R目までには必ず捕まえる）し、途中で取り逃がす（本官さんがマンホールに落っこちる）とそのRで終了となる。このため、何Rまで継続するかはすぐには分からず、それは“ハラハラドキドキ”液晶画面による演出を見ての「お楽しみ」となっている。
- だが実際には盤面右下に確定ランプがあり、これを見ると何ラウンドまで継続するかが容易に判別できる。

なお新基準になりパンクがなくなった反面、自力延長と昇格チャンス演出がなくなった。また最初のV入賞を1R目とするため、実際のR数はマイナス1（最大15R）となる。
この他、不正行為対策として以下の機能が搭載されている。
- 台を叩いた時・揺らした時に振動をキャッチして警報音を発する「ドツキセンサー」
- 磁石など磁力を検知して警報音を発する「磁石センサー」
- 不正行為が行われた際、その瞬間に遊技者を撮影する「超小型カメラ」

## CRAもっと!レレレにおまかせ!

### スペック
CRAもっと!レレレにおまかせ!HS-T（CR機）
賞球：4＆10
直撃大当たり確率：1/398.5
大当たりラウンド数／
羽根大当たり時：15ラウンド（実質2・6・7・11・14ラウンド分の出玉、最高18回開閉または9個入賞）
ラウンド振り分け率：　小吉：中吉：大吉：小吉+おまけ：中吉+おまけ＝31.5：31.5：32.2:2.4：2.4
直撃大当たり時：15ラウンド（実質7・11・14ラウンド分の出玉、最高18回開閉または9個入賞）
ラウンド振り分け率：　小吉+おまけ：中吉+おまけ：大吉＝33.7：33.7：32.7

### 概要
2009年8月30日に導入。前作同様、保留機能を搭載した直撃大当たり搭載の羽根モノタイプの機種である。
本機は、基本的なゲーム性は従来と一緒だが、初代、新レレレと比べて役物が大きくなり、レレレのおじさん役物が左に設置されている他、さまざまな変更や追加要素が加えられている。
盤面下部の左右に1回以上開放スタートチャッカーの他、中央には電チュー式の2回以上開放スタートチャッカーを搭載し、保留も左右、中央スタート合わせて最大8個まで記憶する（電チュー保留優先消化）。また、1個のスタート入賞に対する羽根開放が最大3回までに増加した。
スペシャルルートの振り分けにはローリングドラムを採用、羽根入賞時にタイミングが合うとローリングドラム付近中央のお椀形の役物に玉が拾われ、ローリングドラムの磁石によってスペシャルルートに誘導される。さらに3開放目に入賞でほぼ必ずノーマルルート上に下降したアームによりスペシャルルートへと誘導する新ルート『はじめちゃんエンジェルスペシャルルート』を搭載し、スペシャルルートへの誘導パターンが2通りに増加。スペシャルルートに導かれた玉は回転体上部のストッパーに貯留され、一定時間後に貯留が解除される仕組みとなっている。スペシャルルートの大当たり期待度は約1/4。
デジパチ『CR天才バカボン～41才の春だから～』にもあった『おひさまde太陽』役物を搭載、出現すれば大吉ボーナスとなる。また、役物内の玉がVゾーンを外しても液晶内の爆弾が爆発すれば復活大当りとなる『ならでは大当り』（直撃大当り）を搭載している。
大当りするとラウンド抽選演出へ移行、小吉ボーナスの場合は2ラウンド分の出玉、中吉ボーナスの場合は6ラウンド分の出玉、大吉ボーナスの場合は14ラウンド分の出玉が獲得できる（チャレンジゲーム分も含む）。
大当り中の液晶演出も多彩で、初代のシステムを継承した昇格演出『おまかせチャンス』は2ラウンド目に4種類、6ラウンド目には6種類用意されている。また、昇格に失敗しても3種類ある『チャレンジゲーム』に成功すればそこから5ラウンド分の出玉が獲得できる『おまけボーナス』が搭載されている。また、表記上は全て15ラウンドに統一され、羽根開放パターンによって実質出玉を振り分けている為、ラウンドランプが存在せず、新レレレの様にラウンドランプで最大ラウンドを容易に判別することは出来なくなった（7セグパターンによる判別は可能）。
大当り終了後は保留があれば、『だるまモード』へ移行。保留を全て消化するまで液晶演出がママとハジメちゃんがだるまさんが転んだをする内容に変化する。また、だるまモード中に3連荘以上かつ大吉ボーナスを引いた場合はBGMが『天才バカボンの歌』に変化するほか、QRコードにより特別壁紙が貰えるといった特典がある。また、通常時に突如『パトロールモード』に移行する事もある。こちらは本官さんが町中をパトロールする演出に変化する特殊演出モ－ド。
また、セキュリティ機能も強化されており、強力振動感知センサーや磁石センサーを盤面全体に設置。
更に『CRAはねものUFOwithピンク・レディー』から導入された『遊戯停止システム』により振動感知時にV入賞した場合や、磁気検知が一定時間以上ある場合は役物動作、払い出しが停止、電源のON/OFF動作によるエラー解除をしないかぎり遊戯が出来ない状態になる。
その他、セル・針金ゴトや電波ゴト、役物ゴト等に対応する多彩なセキュリティ対策を施している。

## CRAもっと!レレレにおまかせ!もういっかい!

### スペック
CRAもっと!レレレにおまかせ!HS
賞球：5＆10
大当たりラウンド数／15ラウンド（実質2・6・7・11・14ラウンド分の出玉、最高18回開閉または9個入賞）
ラウンド振り分け率：　小吉：中吉：大吉：小吉+おまけ：中吉+おまけ＝33.3：28.3：33.4:2.5：2.5

### 概要
2013年8月発売。前作「CRAもっと！レレレにおまかせ!」のマイナーチェンジバージョン。
役物の構造は前作と同じ。前作との主な違いは、始動口の賞球が5個になったことと、保留および直撃大当たりがなくなった点である。